# Ménil-en-Xaintois
Ménil-en-Xaintois ist eine französische Gemeinde mit 168 Einwohnern (Stand 1. Januar 2022) im Département Vosges in der Region Grand Est (bis 2015 Lothringen). Sie gehört zum Arrondissement Neufchâteau und zum Gemeindeverband Ouest Vosgien.

## Geografie
Die Gemeinde Ménil-en-Xaintois liegt im Südwestzipfel der Landschaft Xaintois, etwa 40 Kilometer nordwestlich von Épinal und etwa 15 Kilometer nördlich von Vittel. Der Bach Ruisseau du Grand Pré im Norden und der im Süden der Gemeinde fließende Ruisseau du Puits de Haye entwässern nach Westen über Vraine und Vair zur Maas. Unmittelbar östlich von Ménil befindet sich die Rhein-Maas-Wasserscheide.
Die Landschaft um Ménil ist hügelig und durch Getreidefelder geprägt. Im Süden hat die Gemeinde einen etwa 50 Hektar umfassenden Anteil am Bois dessous Haye. In diesem Waldgebiet im Südzipfel der Gemarkung liegt mit 403 m über dem Meer der höchste Punkt im Gemeindegebiet. Nachbargemeinden von Ménil-en-Xaintois sind Totainville im Norden, Dombasle-en-Xaintois und Rouvres-en-Xaintois im Osten, Gemmelaincourt im Süden, Saint-Menge Südwesten, Gironcourt-sur-Vraine im Westen sowie Biécourt im Nordwesten.

## Geschichte
Der Ort wurde 1109 erstmals als Masnil in einer Urkunde erwähnt. Ab dem 13. Jahrhundert hat sich bei der Bezeichnung der Landschaftsname durchgesetzt (1251 Manil en Sainctoris, 1711 Mesnil en Xaintois). Im Ancien Régime gehörte das Dorf zur Vogtei Mirecourt, die Herren von Ménil waren dem Herzog von Lothringen unterstellt, in der Niederen Gerichtsbarkeit dem Abt von Chaumousey. Die Kirche, dem Heiligen Apostel Jakobus geweiht, war Teil des Dekanates Poussay innerhalb des Bistums Toul. Das Rathaus- und Schulgebäude wurde 1872 errichtet.

### Bevölkerungsentwicklung
| Jahr      | 1962 | 1968 | 1975 | 1982 | 1990 | 1999 | 2011 | 2021 |
| Einwohner | 161  | 162  | 163  | 172  | 142  | 125  | 178  | 161  |

Im Jahr 1846 wurde mit 275 Bewohnern die bisher höchste Einwohnerzahl ermittelt. Die Zahlen basieren auf den Daten von cassini.ehess und INSEE.

## Sehenswürdigkeiten
In der Jakobuskirche (Église Saint-Jacques-le-Majeur) aus dem 13. Jahrhundert wird ein auf Leinwand gemaltes Bühnenbild aufbewahrt, das Domrémy, den Geburtsort von Jeanne d’Arc, vor den umfangreichen Umbauten an Kirche, Rathaus und Brücke darstellt. Das Bühnenbild stammt aus der Zeit von 1896 bis 1901, als unter Leitung des örtlichen Pfarrers der Leidensweg der Jeanne d’Arc in Theaterstücken aufgeführt wurde. Das Bild ist als Monument historique eingestuft.

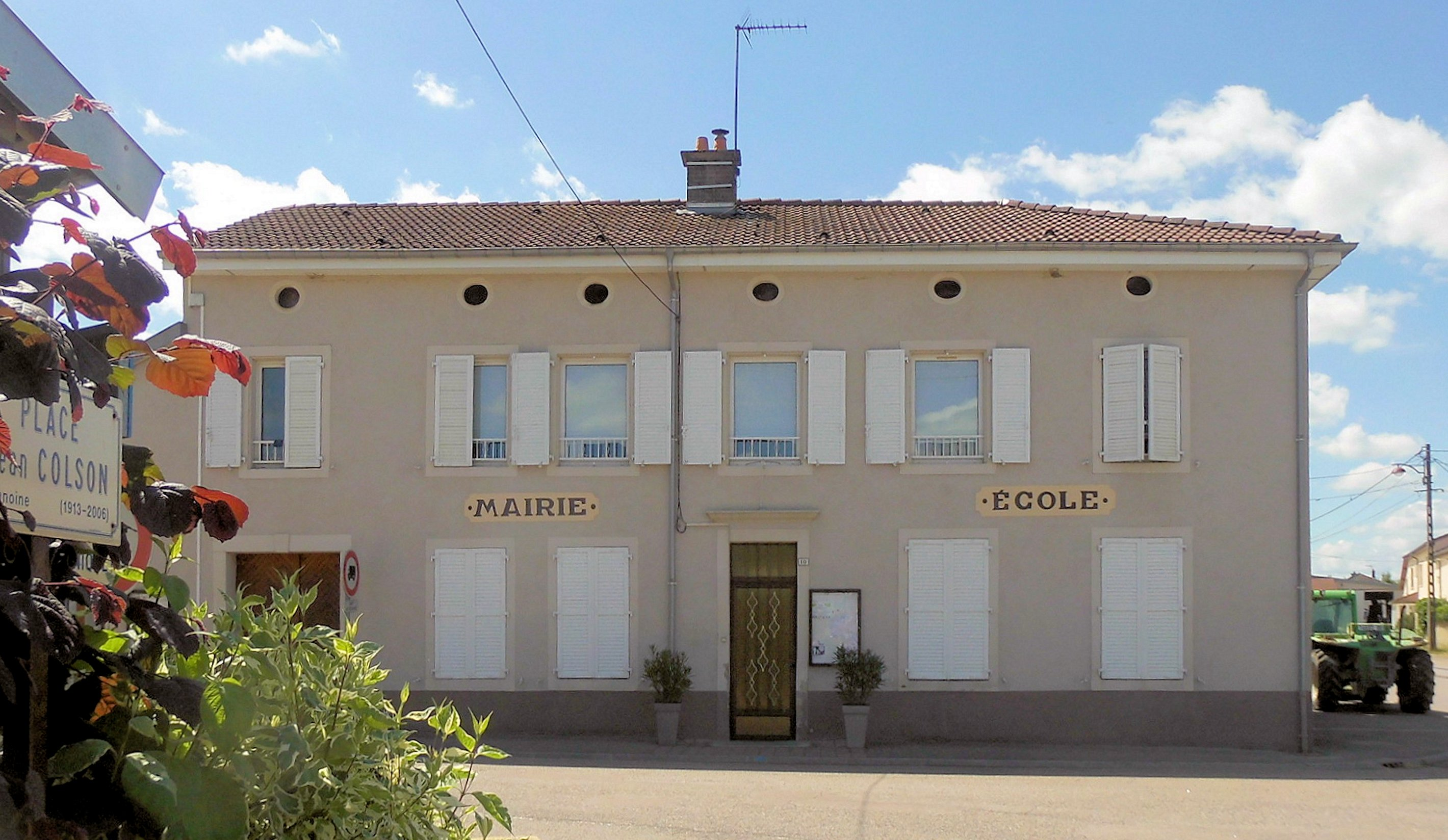
Rathaus- und Schulgebäude
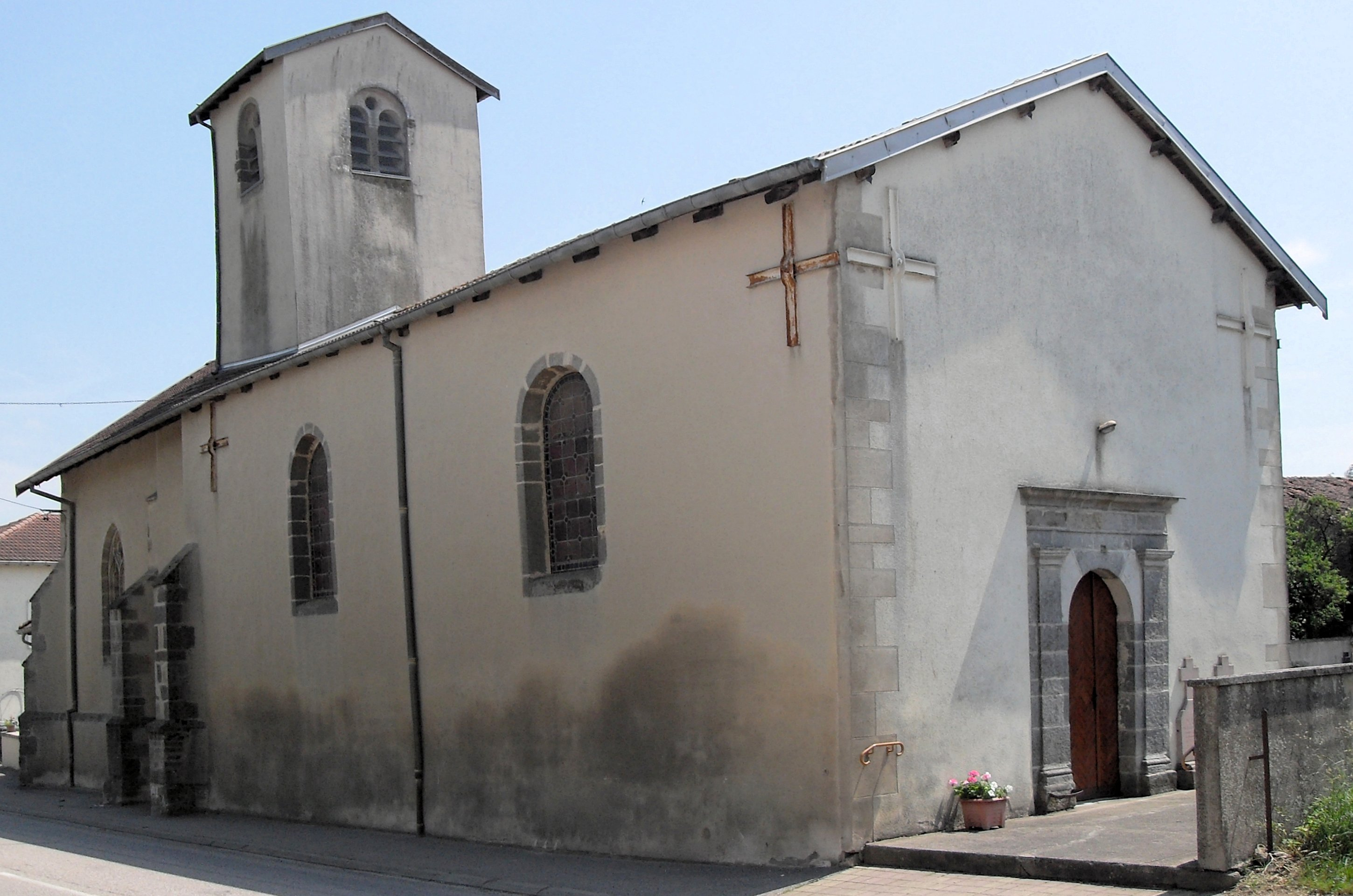
Jakobuskirche
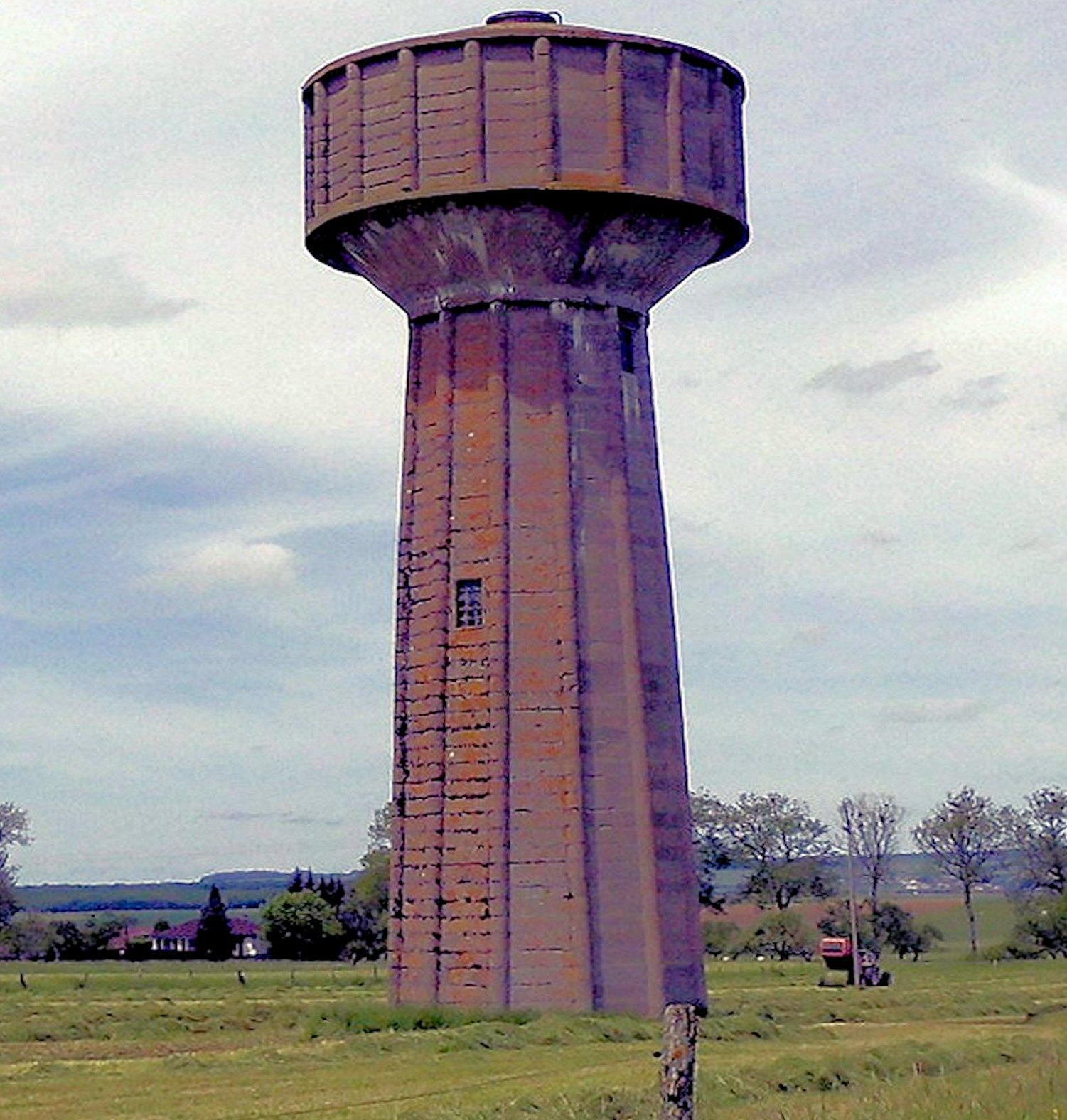
Wasserturm

## Wirtschaft und Infrastruktur
Die Landwirtschaft spielt in Ménil und Umgebung nach wie vor eine wichtige Rolle. In der Gemeinde sind neum Landwirtschaftsbetriebe ansässig (Milchwirtschaft, Zucht von Rindern, Schafen und Ziegen). Einige Einwohner sind Pendler in die Gewerbegebiete von Gironcourt-sur-Vraine und am Flughafen Épinal-Mirecourt.
Die Häuser des Straßendorfes gruppieren sich entlang der teilweise zweistreifig ausgebauten Schnellstraße D 166 von Épinal über Mirecourt nach Neufchâteau. Ménil-en-Xaintois, Ramecourt und die Nachbargemeinde Dombasle-en-Xaintois sind die einzigen Orte an der 50 Kilometer langen Schnellstraße von Épinal zur Autoroute A 31, die noch nicht durch Umgehungsstraßen umfahren werden können. Der Durchgangsverkehr stellt eine enorme Belastung dar.

## Belege
1. ↑  Ménil-en-Xaintois auf vosges-archives.com. (pdf; 22 kB) Archiviert vom Original (nicht mehr online verfügbar) am 4. März 2016; abgerufen am 11. Juli 2011 (französisch).  Info: Der Archivlink wurde automatisch eingesetzt und noch nicht geprüft. Bitte prüfe Original- und Archivlink gemäß Anleitung und entferne dann diesen Hinweis.
2. ↑  Ménil-en-Xaintois auf cassini.ehess
3. ↑  Ménil-en-Xaintois auf INSEE
4. ↑  toile de fond (décor de théâtre) in der Base Mérimée des französischen Kulturministeriums (französisch)
5. ↑  Landwirtschaftsbetriebe auf annuaire-mairie.fr (französisch)